# Idaea parallela
Idaea parallela là một loài bướm đêm trong họ Geometridae.